# Dayton (Iowa)
Dayton é uma cidade localizada no estado americano de Iowa, no Condado de Webster.

## Demografia
Segundo o censo americano de 2000, a sua população era de 884 habitantes.
Em 2006, foi estimada uma população de 838, um decréscimo de 46 (-5.2%).

## Geografia
De acordo com o United States Census Bureau tem uma área de
2,2 km², dos quais 2,2 km² cobertos por terra e 0,0 km² cobertos por água.

## Localidades na vizinhança
O diagrama seguinte representa as localidades num raio de 12 km ao redor de Dayton.